# Namalycastis intermedia
Namalycastis intermedia är en ringmaskart som beskrevs av Glasby 1999. Namalycastis intermedia ingår i släktet Namalycastis och familjen Nereididae.
Artens utbredningsområde är Mexikanska golfen. Inga underarter finns listade i Catalogue of Life.